# Волошин-Петриченко, Тимофей Моисеевич
Тимофей Моисеевич Волошин-Петриченко (1862 — ?) — русский военачальник, генерал-майор.
Брат генерала Ф. М. Волошина-Петриченко.

## Биография
Тимофей Волошин-Петриченко родился 22 января (3 февраля по новому стилю) 1862 года в православной семье.
Образование получил в Ярославской военной прогимназии.
В военную службу вступил 20 августа 1879 года.
Окончил Чугуевское пехотное юнкерское училище. Выпущен прапорщиком (ст. 16.09.1883) в 20-й пехотный Галицкий полк. Подпоручик (ст. 30.08.1884). Поручик (ст. 30.08.1888). Штабс-капитан (ст. 06.05.1900).
Окончил Офицерскую стрелковую. Капитан (ст. 06.05.1901). Командовал ротой.
Участник русско-японской войны 1904—1905 годов.
Подполковник (ст. 30.07.1905). Полковник (ст. 06.12.1910). Командовал батальоном.
На 1 марта 1914 года Тимофей Моисеевич Волошин-Петриченко находился в том же чине в 19-м пехотном Костромском полку.
Участник Первой мировой войны. Командир 231-го пехотного Дрогичинского полка 2-й очереди (развернут при мобилизации из кадра 19-го пехотного Костромского полка 16 августа 1914 года).
Генерал-майор (пр. 01.05.1915; ст. 06.03.1915; за отличия в делах). Летом 1915 года 58-я пехотная дивизия, в состав которой входил 231-й пехотный полк, была назначена в состав гарнизона Новогеоргиевской крепости. После падения крепости в августе 1915 года — оказался в плену.
Дата и место смерти Тимофея Моисеевича Волошина-Петриченко неизвестны.

## Награды
- Награждён орденами Св. Станислава 2-й степени (1905); Св. Анны 2-й степени (1906); Св. Владимира 4-й степени (1911); Св. Владимира 3-й степени с мечами (1914); мечи и бант к ордену Св. Владимира 4-й степени (1915); мечи к ордену Св. Анны 2-й степени (1915); мечи к ордену Св. Станислава 2-й степени (1915).